# Guy Saint-Vil
Guy Saint-Vil (ur. 21 października 1942) – haitański piłkarz grający na pozycji napastnika. Uczestnik Mistrzostw Świata w 1974.

## Kariera klubowa
Podczas kariery piłkarskiej Guy Saint-Vil grał w Violette AC.

## Kariera reprezentacyjna
W reprezentacji Haiti Guy Saint-Vil grał w latach sześćdziesiątych i siedemdziesiątych. Uczestniczył w eliminacjach do Mundialu 1970 w Meksyku, jednakże reprezentacja Haiti przegrała rywalizacje o awans z Salwadorem. W 1971 zdobył z reprezentacją Haiti wicemistrzostwo strefy CONCACAF.
Uczestniczył w eliminacjach do Mundialu w 1974. Eliminacje zakończyły się sukcesem w postaci awansu do Mistrzostw Świata. Wygranie eliminacji MŚ 1974 oznaczało równocześnie wygranie Mistrzostwo strefy CONCACAF 1973, gdyż obie imprezy były ze sobą połączone.
Podczas Mistrzostw Świata 1974 w RFN Guy Saint-Vil zagrał w dwóch meczach grupowych z reprezentacją Włoch i reprezentacją Argentyny.
Uczestniczył w eliminacjach do Mundialu 1978 w Argentynie, jednakże reprezentacja Haiti przegrała rywalizacje o awans z Meksykiem. Zajmując drugie miejsce w eliminacjach, reprezentacja Haiti zdobyła tytuł wicemistrza strefy CONCACAF.